# Derya Alabora

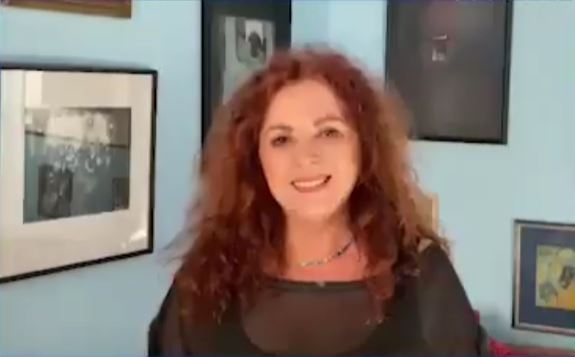
Derya Alabora, 2021

Derya Alabora (* 19. August 1959 in Istanbul) ist eine mehrfach ausgezeichnete türkische Schauspielerin.
Ihre Schauspielausbildung schloss Alabora 1982 an der Mimar-Sinan-Universität ab. Die Mimin wirkt in den Bereichen Theater, Film und Fernsehen. Für ihre Rollen in den Spielfilmen Yengeç Sepeti (1995) und Masumiyet (1997) gewann sie in Antalya jeweils die begehrte Goldene Orange.
2010 ist die Schauspielerin erstmals in einem deutschen Kinofilm, Die Fremde von Feo Aladağ, zu sehen. 2014 spielte sie in A Most Wanted Man mit.